# 熱塩駅
熱塩駅（あつしおえき）は、福島県耶麻郡熱塩加納村（現・喜多方市熱塩加納町）にあった日本国有鉄道（国鉄）日中線の駅（廃駅）である。日中線の廃止に伴い1984年（昭和59年）に廃止された。駅舎は、日中線記念館として保存されている。

## 歴史
- 1938年（昭和13年）8月18日：一般駅として開業[1]。
  - 当時の所在地表記は福島県耶麻郡熱塩村大字熱塩であった[1]。
- 1957年（昭和32年）
  - 7月1日：貨物取り扱い廃止[2]。
  - 9月1日：貨物取り扱い再開[2]。
- 1974年（昭和49年）4月1日：貨物取り扱い廃止[2]。
- 1984年（昭和59年）
  - 2月1日：荷物取り扱い廃止[2]。
  - 4月1日：廃線に伴い廃止[2]。
- 1987年（昭和62年）：日中線記念館が開館。
- 2009年（平成21年）2月6日：近代化産業遺産認定[5]。

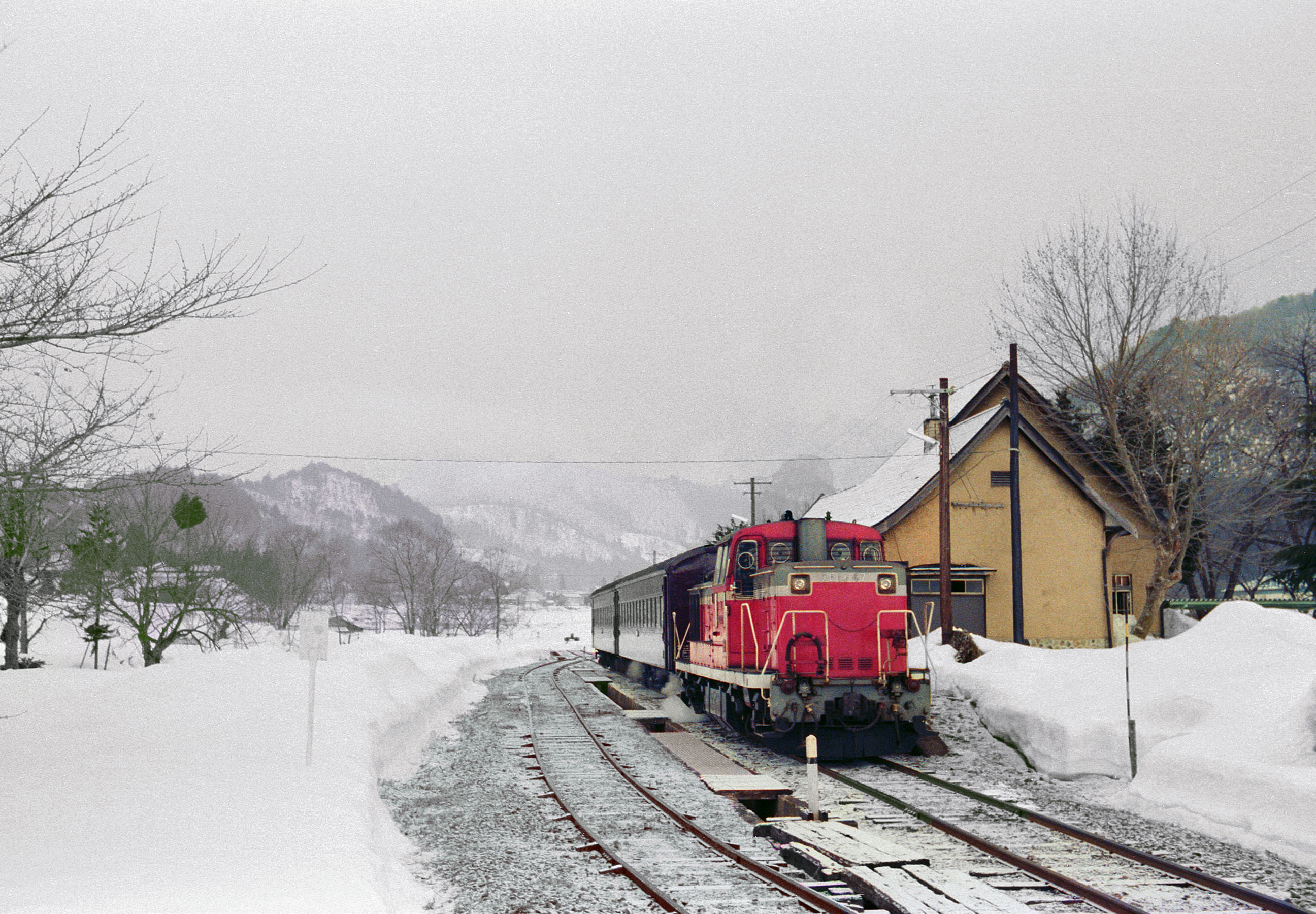
営業当時の熱塩駅と客車列車 （1980年3月20日）

## 駅構造
単式ホーム1面1線の地上駅であった。廃止まで全列車が機関車が客車を牽引する形で運行されたため、機回し線を1線有した。また、貨物扱い時代の名残として、喜多方側に側線1本を有した。末期は無人駅であったため、ポイント操作は機関車を誘導するために添乗していた職員が兼務していた。
駅舎が欧風で人気があったが、末期は荒廃していた。日中線記念館として整備された後の2009年（平成21年）に経済産業省の「近代化産業遺産群 続33（東北開発）」の一つとして近代化産業遺産に認定されている。
操業時の駅舎の中央部分は見た目通りに二階建てであった。しかし内部に階段はなく、別途はしごを使用して専用の出入り口から直接出入りがされ、物置などのような使われ方をしていた。日中線記念館として整備された際に二階の出入り扉は埋められ、現在見られる天井の高い一階建てとなっている。扉の位置は駅正面からすぐ左上に見える塗りつぶされたような位置ではなく、反対側にあった。かつて使われたはしごは駐輪場の屋根裏に残されている。
野辺沢川寄りには転車台の設備が遺構として現存している。転車台は複数人による人力での可動式であり、下部は水槽状になっており、浮力を利用して転車に必要な力が軽減されるように設計されていた。開業当初は使用されていたが、すでに開戦されていた日中戦争のために職員や村民も兵役に駆り出され、人員不足となって使用不可能に陥り、以後は廃線まで再度使用されることは無かった。橋桁および転車台に繋がっていた機回し線は撤去され、機回し線は本線に隣接するように敷設し直された。役目を終えた後は水槽部分を利用して、時節によって池や花壇として使われる事がある。

## 駅周辺
- 喜多方市役所 熱塩加納総合支所（旧・熱塩加納村役場）
- 熱塩温泉郵便局
- 喜多方市立熱塩小学校
- 喜多方市立会北中学校
- 熱塩幼稚園
- 熱塩温泉

## 現状
現役当時は、駅舎が大変荒廃していたが、廃止から3年後の1987年（昭和62年）に整備され「日中線記念館」として日中線に関する資料等を展示している。また構内の線路は撤去されたが、以下の車両が保存されている。
- キ287
- オハフ61 2752

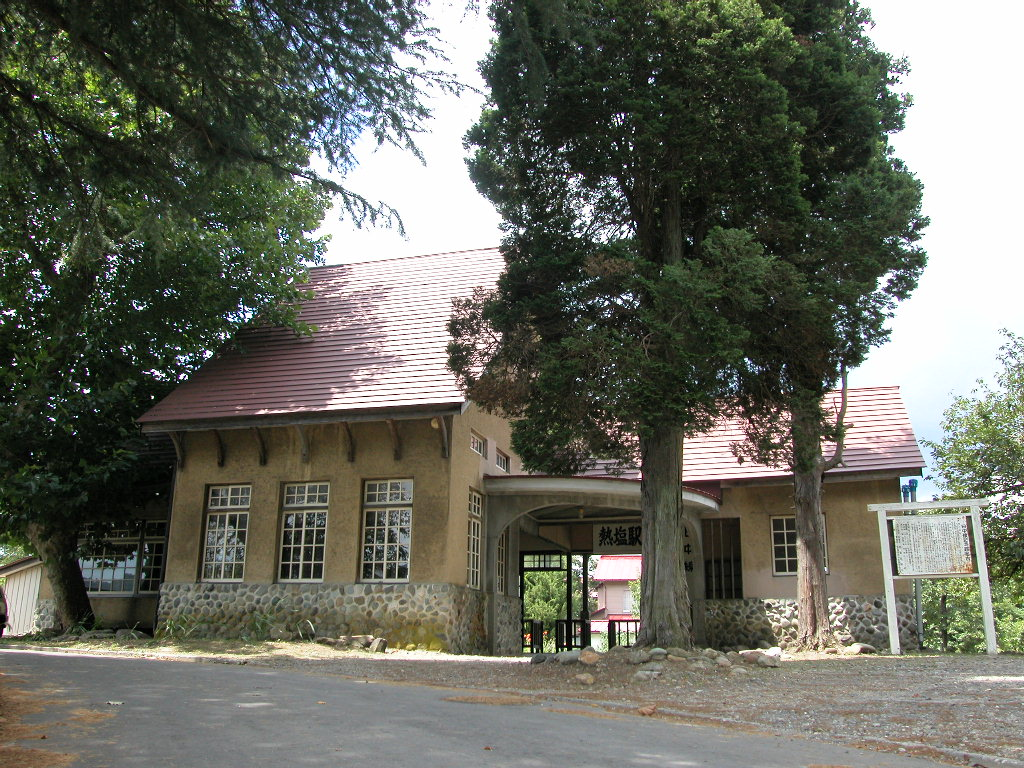
旧熱塩駅舎（現 日中線記念館） （駅前側より）
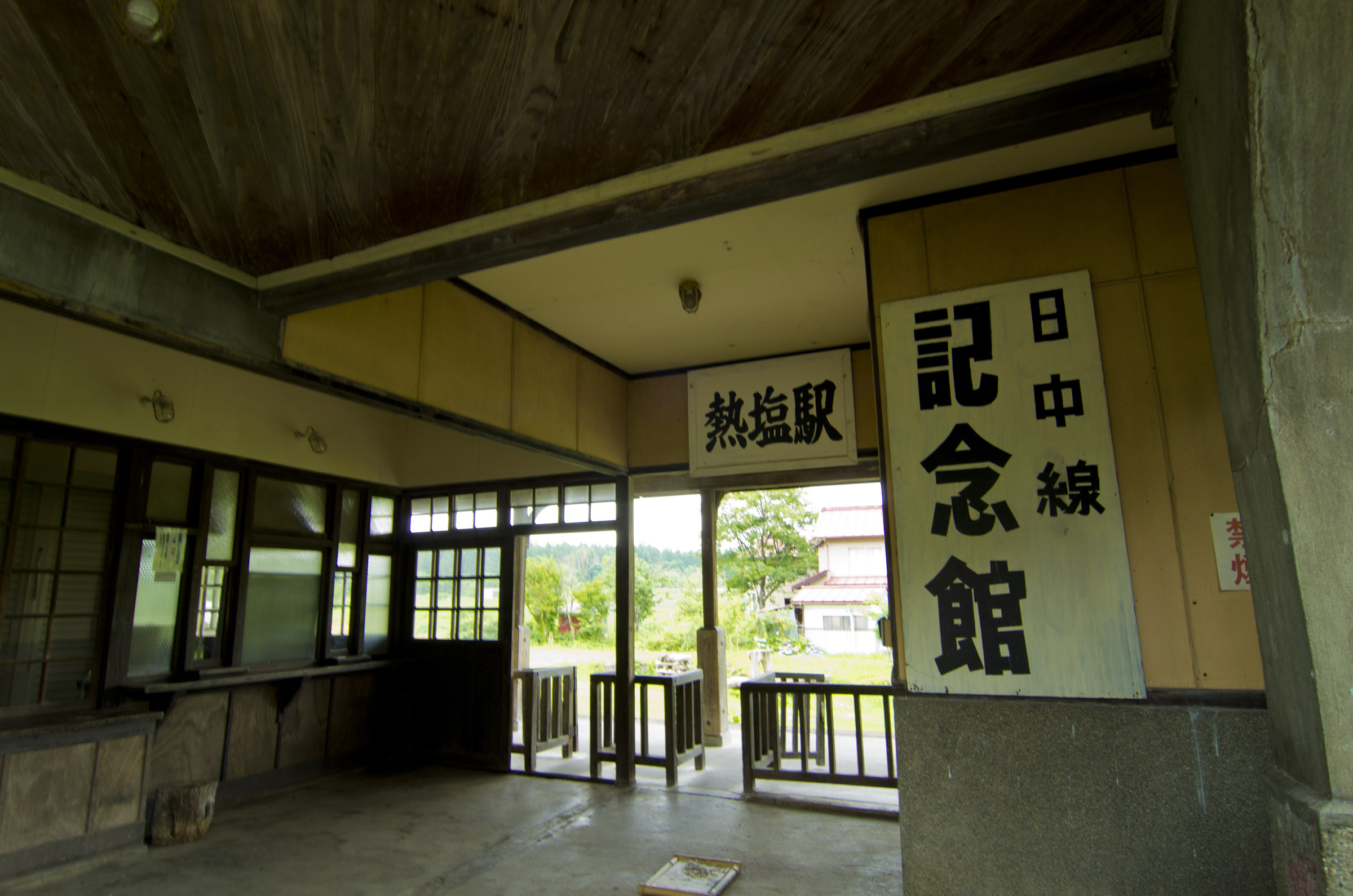
旧熱塩駅舎（現 日中線記念館） （駅舎内、改札口付近）
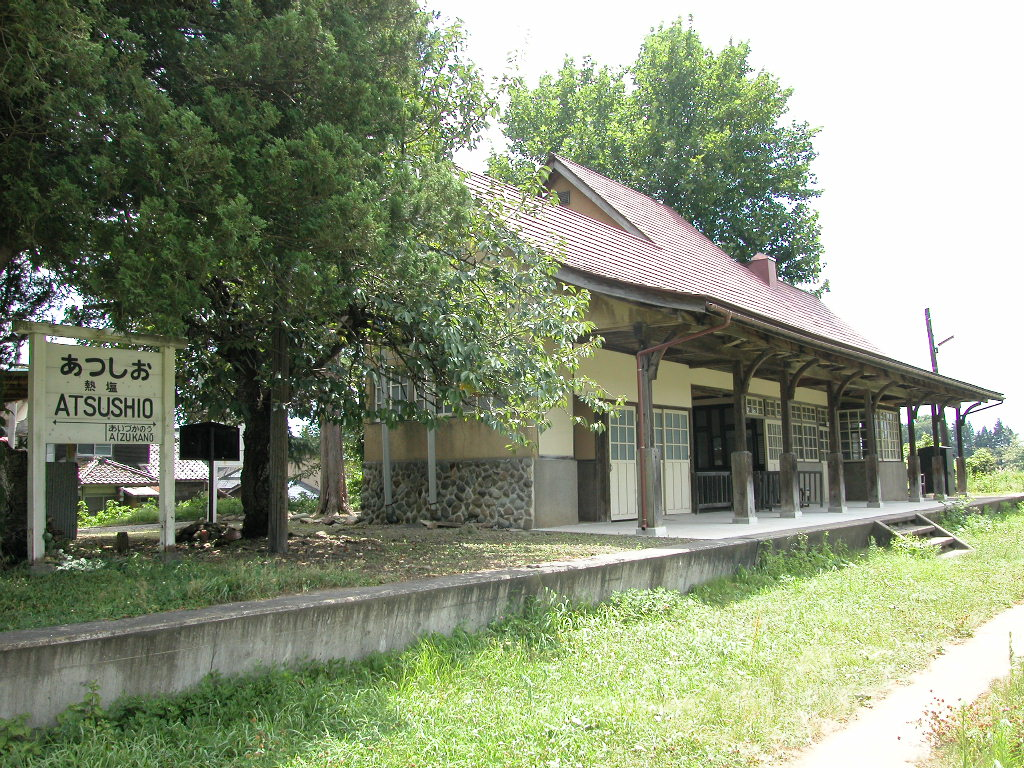
旧熱塩駅舎（現 日中線記念館） （ホーム側より）
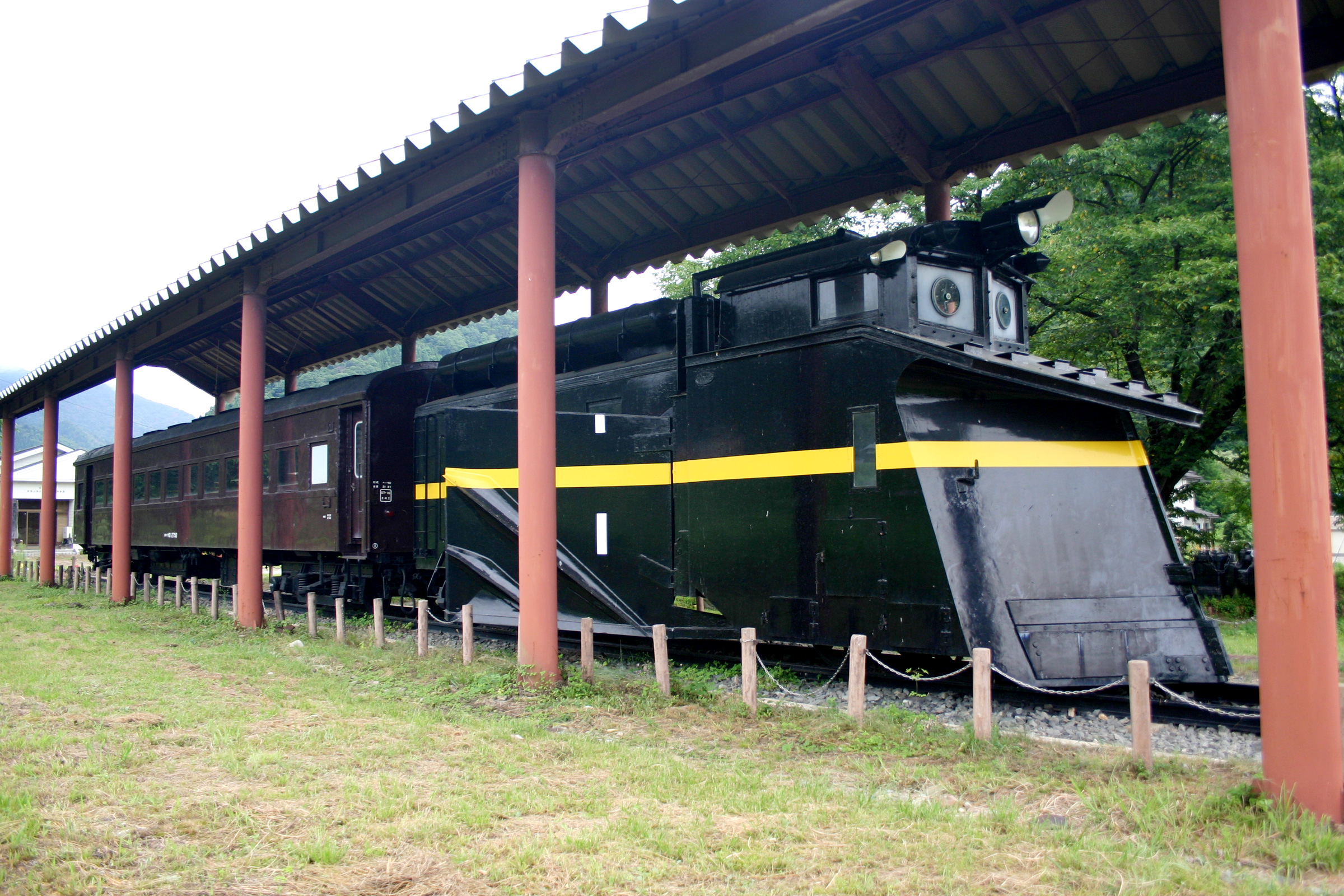
キ287とオハフ61 2752

## アクセス
喜多方市街から車で約20分。なお、公共交通機関で当地を訪れることはできない。
- 会津乗合自動車により当地を経由する路線バスが運行されていたが、2012年9月30日に廃止された[広報 1][広報 2]。
- 広田タクシーの予約制乗合バス（4月から11月までの土曜・休日限定運行）「マスコットくん」（会津若松 - 米沢）が当地を経由していた[6][広報 3]。2015年は運行を行わず廃止となったことが広田タクシーウェブサイトで告知された[広報 4]。

## 隣の駅
日本国有鉄道
日中線
会津加納駅 - 熱塩駅

#### 広報資料・プレスリリースなど一次資料
1. ↑  会津乗合自動車 路線バス『千石沢（日中）線』と『夢の森線』の廃止について - ウェイバックマシン（2012年11月18日アーカイブ分）
2. ↑  喜多方市総務部総務課. 広報きたかた No.81 (PDF) (Report). p. 4. 2021年10月23日閲覧.
3. ↑  広田タクシー あいづロンドンタクシー - ウェイバックマシン（2013年6月27日アーカイブ分）
4. ↑  広田タクシー あいづロンドンタクシー - ウェイバックマシン（2017年4月30日アーカイブ分）